# Zwarthaarhalmklimmer
De zwarthaarhalmklimmer (Ophonus stictus) is een keversoort uit de familie van de loopkevers (Carabidae). De wetenschappelijke naam van de soort werd in 1828 gepubliceerd door James Francis Stephens.